# 中心圍 (橫洲)

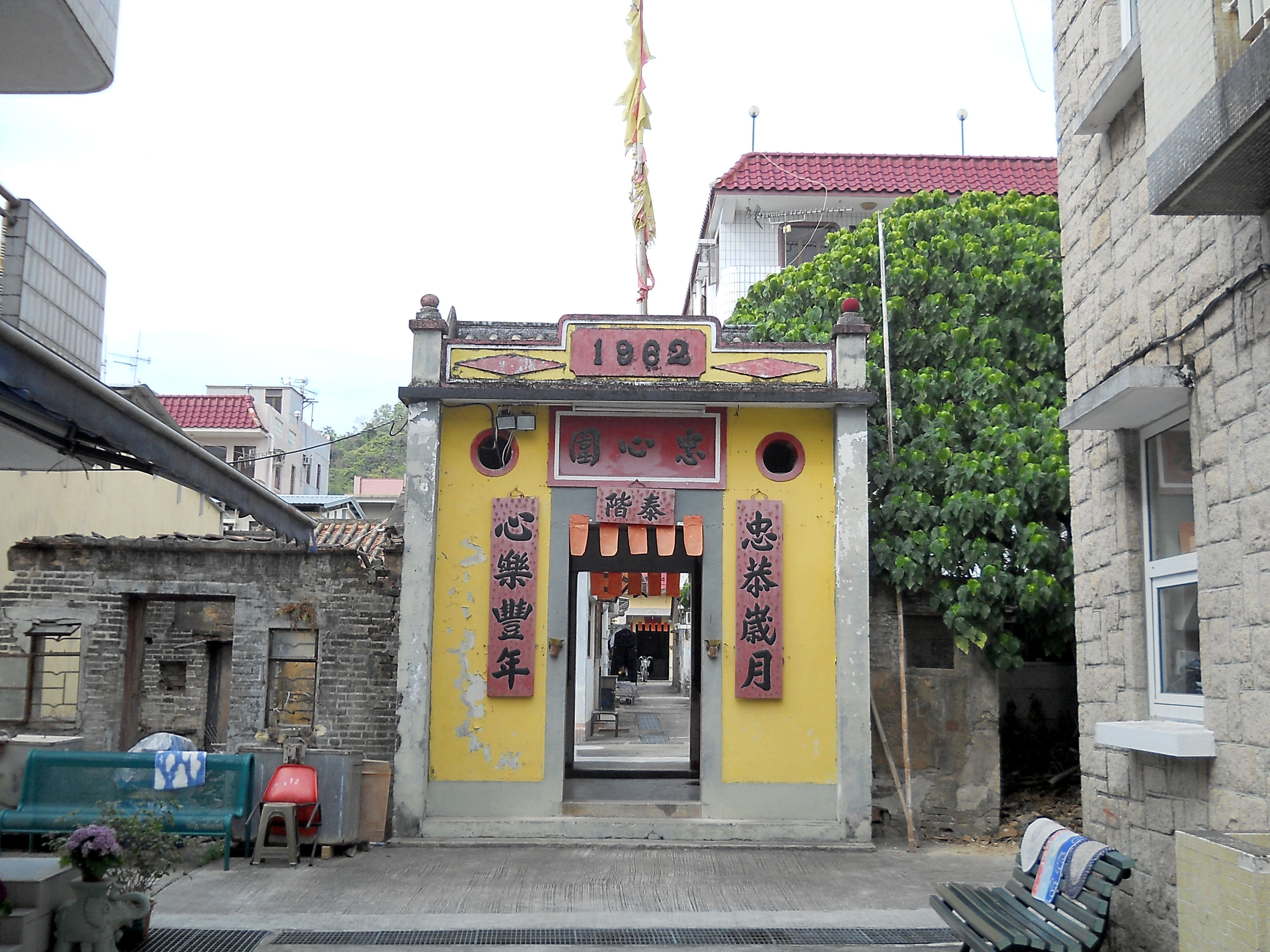
中心圍圍門

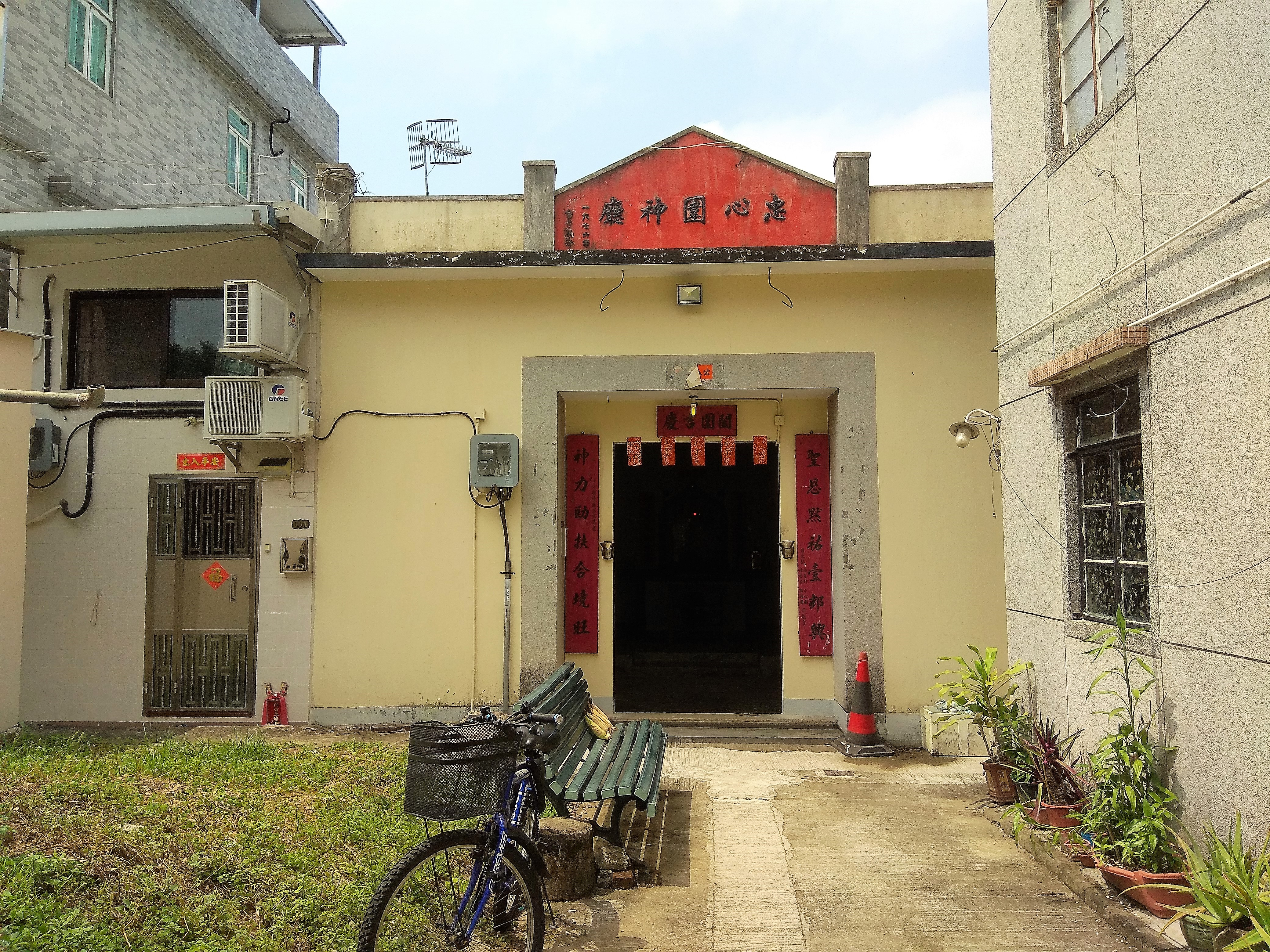
忠心圍神廳

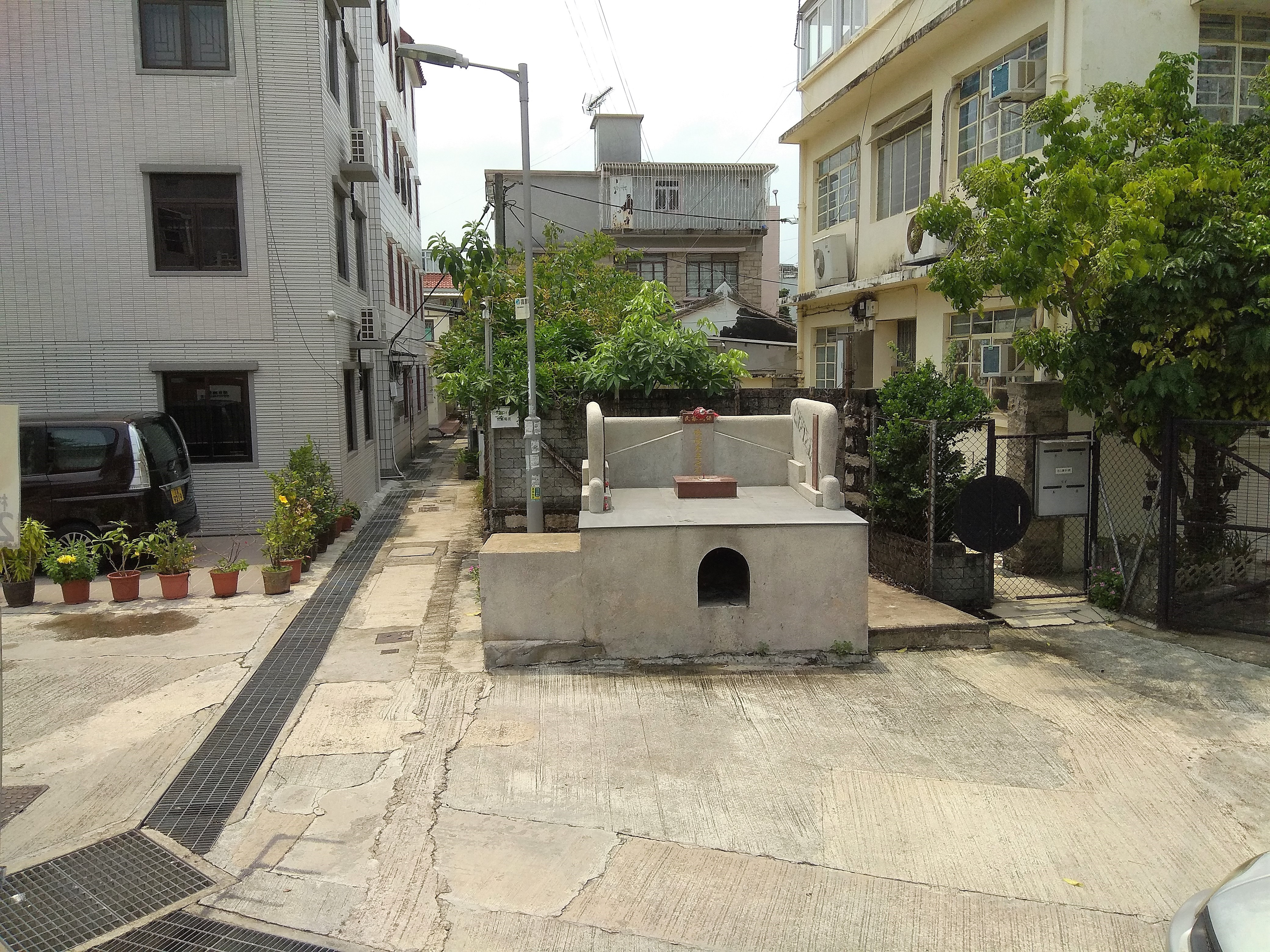
中心圍內的神壇

中心圍（英語：Chung Sum Wai，有時或音譯作Chung Sam Wai），又稱忠心圍，是一條位於香港元朗區橫洲的本地圍村。

## 行政區劃
中心圍是新界小型屋宇政策下其中一條認可鄉村，亦為屏山鄉事委員會37個鄉郊代表之一。在選舉劃分上，該村被劃為屏山北選區，2021年9月議席出缺前由楊家安出任該區議員。

## 外部連結
- 居民代表選舉橫洲忠心圍（屏山）的劃定現有鄉村範圍（2019－2022年） （页面存档备份，存于）

22°27′14″N 114°01′37″E / 22.453761°N 114.026896°E